# Pertica Bassa
Pertica Bassa – miejscowość i gmina we Włoszech, w regionie Lombardia, w prowincji Brescia.
Według danych na rok 2004 gminę zamieszkiwało 711 osób, 23,7 os./km².